# 福岡県道563号瑞梅寺池田線
福岡県道563号瑞梅寺池田線（ふくおかけんどう563ごう ずいばいじいけだせん）は、福岡県糸島市を通る一般県道である。

## 概要
糸島市瑞梅寺から糸島市波多江駅北4丁目にいたる。終点の波多江地区においては福岡県道570号津和崎潤線とともに九州大学関連道路（波多江泊線）整備事業として整備が進んでおり、交通混雑を緩和し、市民の利便性および九州大学との連絡機能の向上を図っている。
瑞梅寺川とほぼ並行する。

### 路線データ
- 起点：福岡県糸島市瑞梅寺
- 終点：福岡県糸島市波多江駅北4丁目（産の宮交差点、国道202号交点、福岡県道570号津和崎潤線終点）

## 路線状況

### 道路施設

#### 橋梁
起点から
- 井原山橋（瑞梅寺川、糸島市）
- 瑞梅寺橋（瑞梅寺川、糸島市）
- 正恵橋（瑞梅寺川、糸島市）
- 三雲橋（瑞梅寺川、糸島市）

## 地理

### 通過する自治体
- 糸島市

### 交差する道路
| 交差する道路                          | 交差する場所    | 交差する場所        |
| ------------------------------------- | --------------- | ------------------- |
| 福岡県道49号大野城二丈線              | 井原            | 井原交差点          |
| 福岡県道565号大門有田線               | 井田            | 井田交差点          |
| E35 福岡前原道路 国道202号 / 今宿道路 | 波多江          | 波多江交差点        |
| 国道202号 福岡県道570号津和崎潤線     | 波多江駅北4丁目 | 産の宮交差点 / 終点 |

### 交差する鉄道
- 筑肥線

### 沿線
- 井原山（起点付近）
- 瑞梅寺ダム
- 糸島市消防本部 糸島消防署前原出張所
- JR九州筑肥線 波多江駅